# Geschichte der Juden in Bulgarien

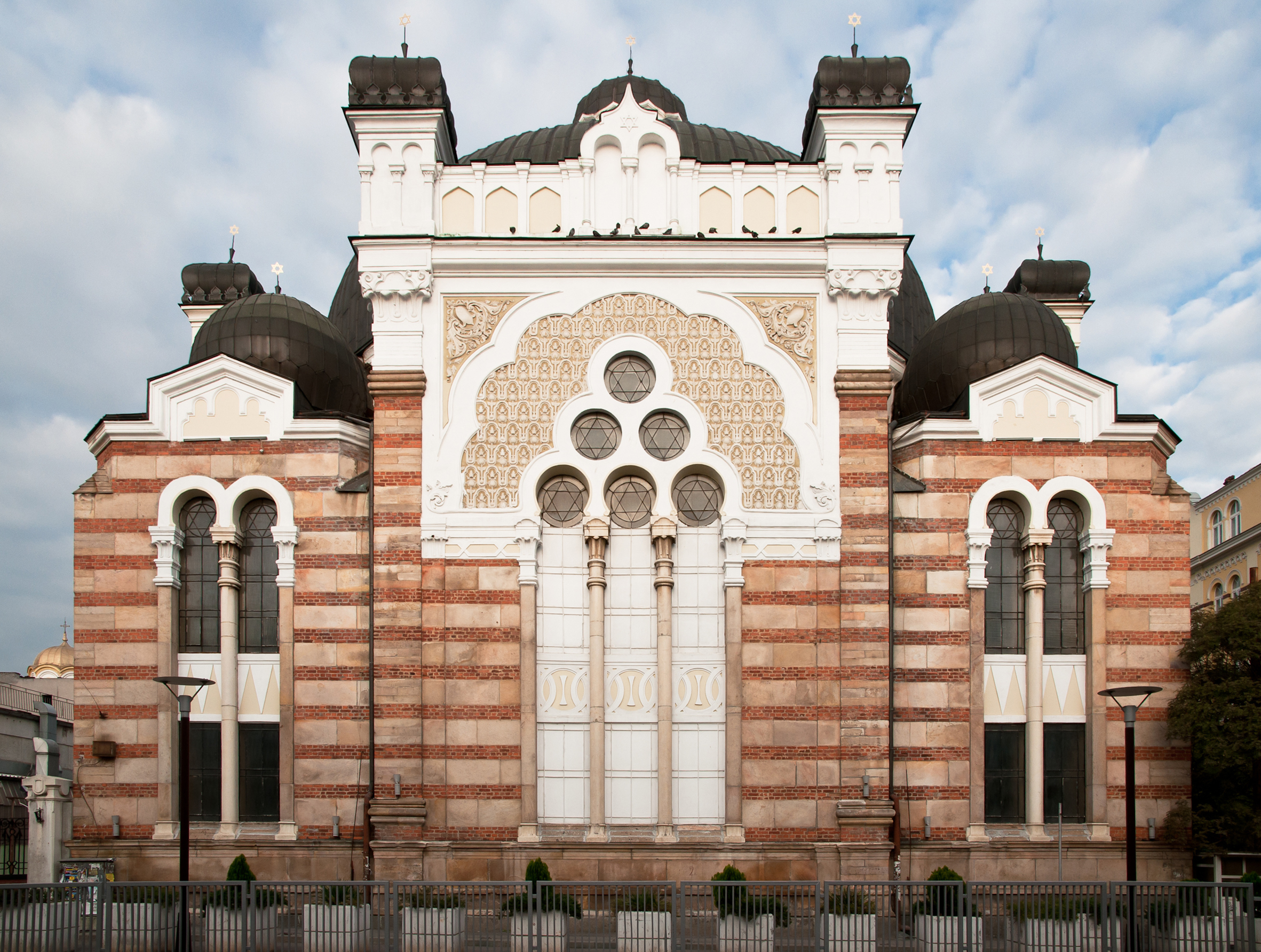
Sephardische Synagoge von Sofia, erbaut 1909

Die Geschichte der Juden in Bulgarien reicht von der römischen Zeit bis in die Gegenwart. Seit dem 2. Jahrhundert nach Chr. sind Juden in der Region anwesend. Eine Besonderheit war die parallele Verwendung dreier jüdischer Sprachen aufgrund verschiedener Zuwanderungen: Jevanisch, Jiddisch, Ladino. Der bekannteste Schriftsteller ist wohl der LIteraturnobelpreisträger (1981) Elias Canetti, der zuerst Ladino erlernte. Hervorhebenswert ist die weitgehende Rettung der bulgarischen Juden in der Zeit des Nationalsozialismus.

## Römisches Reich
Eine Synagogenruine ist im antiken, bereits von den Makedonen gegründeten Philipopolis ausgegraben, die in der ersten Hälfte des 3. Jhs. n. Chr. unter Kaiser Severus Alexander erbaut wurde. Ein schriftliches Zeugnis für die Provinz Moesia Inferior ist eine lateinische Inschrift aus dem späten 2. Jh., die in der Colonia Ulpia Oescus im heutigen Oblast Plewen gefunden wurde und eine Menorah zeigt sowie den archisynagogos (Synagogenleiter) erwähnt. Ein Dekret des Kaisers Theodosius I. aus dem Jahr 379 n. Chr. beweist die Anwesenheit im heutigen Bulgarien. Es betraf die Judenverfolgung und das Niederreißen von Synagogen in Illyrien und Thrakien.

## Bulgarisches Reich
Nach der Errichtung des Ersten Bulgarischen Reiches 681 zog eine Anzahl von Juden, die in Byzanz verfolgt wurden, dorthin. Khan Krum brachte mit den 30.000 Kriegsgefangenen aus Thessalien im Jahr 811 einige Juden mit ihrer griechischen Sprache ins Land. In der Vojvodina, im Kreischgebiet und in Mihai Viteazu lebten Juden wie auch in Nikopol (967).
Zar Iwan Assen II. erlaubte Kaufleuten aus Ragusa und Italien die Ansiedlung im Zweiten Bulgarischen Reich. Zar Iwan Alexander heiratete 1345 (?) eine jüdische Frau Sarah (byzantinisch umbenannt zu Theodora) aus der damaligen Hauptstadt Tarnovo, die zum Christentum übergetreten war und ihn maßgeblich beeinflusste. Auf ihren Wunsch setzte er ihren Sohn Iwan Schischman (* um 1350) als Erben des Zarentitels ein, während er das Zarenreich von Widin für seinen um 1324 geborenen Sohn Iwan Srazimir einrichtete. Doch zugleich führte sich die Konvertitin antijüdisch auf, 1352 ordnete ein aus ganz Bulgarien einberufenes Kirchenkonzil die Vertreibung der Juden aus Bulgarien wegen „häretischer Aktivität“ an, doch wurde dies nicht stark befolgt. Die um 1340 geborene Tochter Tamar wurde um 1373 von ihrem Bruder mit dem ottomanischen Sultan Murad I. verheiratet, um eine dynastische Beziehung zu schaffen.
Die mittelalterliche jüdische Bevölkerung waren sprachlich Romanioten, bis im 14. und 15. Jahrhundert Aschkenasim aus Ungarn und anderen Teilen Europas, auch Bayern, kamen, die Jiddisch mitbrachten.

## Osmanisches Reich
Seit der Vertreibung aus Spanien 1492 kamen sephardische Flüchtlinge über Griechenland nach Bulgarien und schlossen sich den vorgefundenen jüdischen Siedlungen an. Im 17. Jahrhundert wurden in Bulgarien Ideen von Schabbtai Zvi populär, Anhänger wie Nathan von Gaza und Samuel Primo waren in Sofia aktiv. Jüdische Kaufleute konnten sich im weiterhin toleranten Osmanischen Reich etablieren, nachdem viele aus der Republik Ragusa 1688 ausgewiesen worden waren.

## Fürstentum Bulgarien 1878 und Unabhängigkeit seit 1908
Mit der Lösung vom Osmanischen Reich 1878 erlangten die Juden bürgerliche Gleichheit und wurden anerkannt. Sie dienten in der bulgarischen Armee. Die Einweihung der Synagoge von Sofia 1909 war ein Zeichen für ihre Gleichstellung. In den Handelszentren Plowdiw und Russe bestanden weitere größere Gemeinden, im Landesinnern in Samokow. In den 1920ern und 1930ern nahmen antisemitische faschistische Organisationen wie Rodna Zashtita und Ratnizi an Einfluss zu, doch nicht überhand. Im Jahr 1934 lebten über 48.000 Juden im Land, die meist Ladino sprachen. In der Jugend wurde aber bereits vorwiegend Bulgarisch gesprochen, viele sahen sich als Zionisten.

## Boris III. und Zweiter Weltkrieg
siehe Rettung der bulgarischen Juden

Bulgarien ist das einzige Land in Europa, in dem die Zahl der Juden während des Zweiten Weltkriegs gewachsen ist.

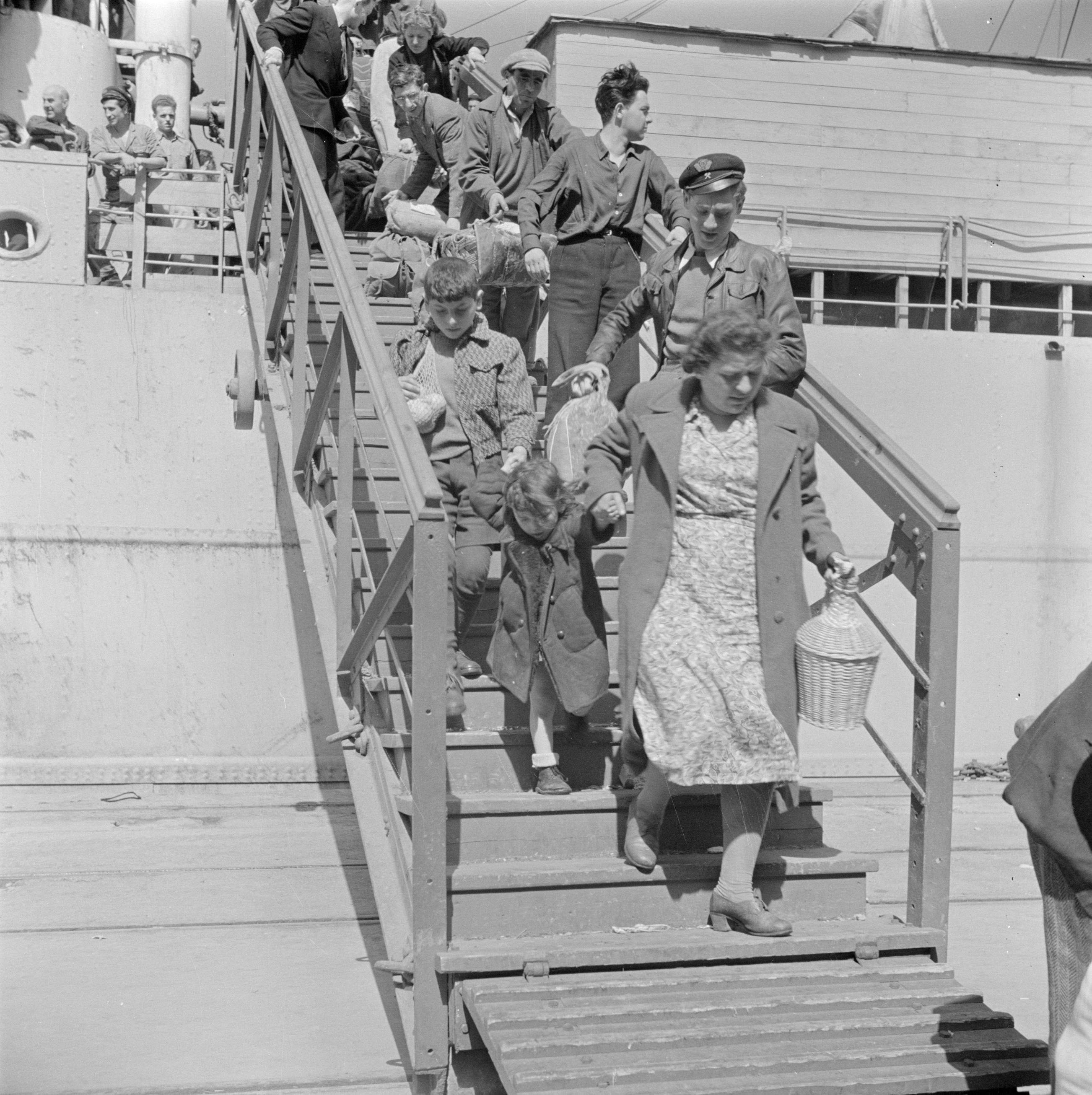
Jüdische Auswanderer aus Bulgarien erreichen Israel (1948–1949)

## Situation in der Gegenwart
Nach der Volkszählung von 2011 lebten 1.162 Juden in Bulgarien, 1992 waren es noch 3.461. Zwischen 1948 und 2006 wanderten 43.961 Personen aus Bulgarien nach Israel aus. Die verbliebenen bulgarischen Juden wohnen vor allem in Sofia und Plowdiw. Neben Bulgarisch gibt es noch Juden, die Hebräisch oder Russisch sprechen.
Trotz der geringen Anzahl von Juden haben sich rechtsextreme Gruppen und Parteien seit etwa 2005 dem Antisemitismus und der Israelfeindschaft verschrieben, die sich mit Ressentiments gegen andere, besonders muslimische Minderheiten verbindet: Die Innere Mazedonische Revolutionäre Organisation (VMRO) beruft sich auf die faschistische Tradition der gleichnamigen Vorkriegspartei. Wolen Siderow führt die antisemitische Ataka und konnte Teile der ehemals linken Arbeiterschaft zu sich ziehen.

## Bekannte bulgarische Juden
- Albert Aftalion (1874–1956), Ökonom
- Mira Aroyo (* 1977), Musiker, Mitglied von Ladytron, aus Sofia
- Elias Canetti (1905–1994), Schriftsteller, aus Russe
- Itzhak Fintzi (* 1933), Schauspieler, aus Sofia
- Samuel Finzi (* 1966), Schauspieler, aus Plowdiw
- Joseph Karo (1488–1575), Autor von Shulchan Aruch, aus Nikopol
- Yehuda Levi (1979), israelisches Model
- Miltcho Lewiew (1937–2019), Musiker, aus Plowdiw
- Jacob L. Moreno (1889–1974), Erfinder des Psychodrama, aus Pleven
- Solomon Passy (* 1956), Politiker, aus Plowdiw
- Waleri Petrow (1920–2014), Schriftsteller, aus Sofia
- Pantcho Wladigerow (1899–1978), Komponist
- Angel Wagenstein (1922–2023), Schriftsteller
- Alexis Weissenberg (1929–2012), Pianist

## Einzelbelege
1. ↑  Gotthard Deutsch et.a.: BULGARIA. In: Jewish Encyclopedia. Abgerufen am 18. Juni 2025 (englisch).
2. ↑  Elko Hazan: The concise illustrated encyclopaedia of Jewish communities and their synagogues in Bulgaria. Kamea Design, Sofia 2012, ISBN 978-954-629-041-0, S. 184 ff.
3. ↑  Pavel Stefanov: Bulgarians and Jews throughout History. In: Occasional Papers on Religion in Eastern Europe. Band 22, Nr. 6, 1. Dezember 2002, ISSN 2693-2229 (georgefox.edu [abgerufen am 18. Juni 2025]).
4. ↑  Isidore Singer et. a.: THEODORA. In: Jewish Encyclopedia. Abgerufen am 18. Juni 2025 (englisch).
5. 1 2  Peter F. Sugar: Southeastern Europe under Ottoman rule, 1354-1804. Seattle : University of Washington Press, 1977, ISBN 978-0-295-95443-1 (archive.org [abgerufen am 18. Juni 2025]).
6. ↑  Martin Gilbert: Nie wieder!: Die Geschichte des Holocaust. Propyläen, Berlin 2002, ISBN 978-3-548-26587-2, S. 107.
7. ↑  Report Result. infostat.nsi.bg, abgerufen am 18. Juni 2025.
8. ↑  ЕТНИЧЕСКИ СЪСТАВ НА НАСЕЛЕНИЕТО НА БЪЛГАРИЯ. Archiviert vom Original am 13. Juni 2021; abgerufen am 18. Juni 2025.
9. ↑  Lars Rensmann: Rechtsextreme Parteien in der EU: Welche Rolle spielen Globalisierung und Antisemitismus? In: ders., Julius H. Schoeps (Hrsg.): Feindbild Judentum: Antisemitismus in Europa. VBB, Verlag für Berlin-Brandenburg, Berlin 2008, ISBN 978-3-86650-642-8, S. 412 f.